# Mitologia egipska
Mitologia egipska – zbiór mitów, mających na celu ugruntowanie pozycji i określenie funkcji bóstw w wierzeniach ludności zamieszkującej państwo Faraonów aż do nadejścia chrześcijaństwa i islamu. Za początek kształtowania się egipskiego zbioru mitów należy uznawać połowę IV tysiąclecia, kiedy na terenie obecnej delty i doliny Nilu zaczęły zawiązywać się pierwsze organizmy państwowe, zjednoczone ostatecznie w dwa królestwa Egiptu Dolnego, czyli Delty, i Górnego, czyli Doliny. Oba królestwa zostały ostatecznie zjednoczone w jedno państwo. Wraz z procesem jednoczenia politycznego ziem Egiptu przeobrażeniom ulegały systemy wierzeń. Z lokalnych wariantów bóstw jedne zyskiwały przewagę nad drugimi, tworząc hierarchie i panteony. Mity miały uzasadniać i wyjaśniać rolę poszczególnych bogów oraz ugruntować miejsca ich kultu oraz przewagę nad innymi ośrodkami. W stosunku do religii mity miały charakter wtórny i niejednokrotnie pełniły funkcję propagandową. Mity podpierały w ten sposób od strony metafizycznej polityczną przewagę jednych ośrodków kultu religijnego nad innymi. Kolegia kapłańskie pracowały nad tym, aby miejsce, nad którym sprawowały pieczę, włączyć do cyklu legend o bogach, które już uzyskały poczesne miejsce w systemie wierzeń Egipcjan.

## Czasy predynastyczne
Wiedza o wierzeniach w czasach predynastycznych jest niewielka. Prawdopodobnie wierzono w lokalne bóstwa, z których niektóre z czasem zdobywały popularność i zlewając się ze sobą, tworząc główny kanon egipskich bogów. Najbardziej istotnych bogów łączono w rodziny, enneady i ogodoady. Za najważniejszą enneadę można uznać grupę z Helopolis, w której skład wchodził Atum. Istotna była też ogodoada z tego samego miasta, na której czele stał Ra, a także triada z Memfis, w skład której wchodził Ptah (najistotniejszy), Sachmet i Nefertum. Inne istotne triady to Chnum, Statet i Anuket z Elefantyny oraz Amon, Mut i Chonsu z Teb.

## Bogowie

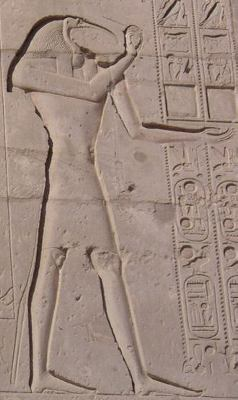
Thot

Początkowo w Egipcie uznawano wielu bogów. Wyobrażenia podlegały zmianom w zależności od sytuacji politycznej w Egipcie, dominującej grupy i jej przywódcy. Postaci bogów były łączone i zmieniane.
Główne wierzenia z wczesnego okresu formalizowały 5 wyraźnych grup terytorialnych, wykrystalizowanych z wcześniejszych wierzeń miejscowych:
- dziewiątka (Enneada) z Heliopolis, której głównym bogiem był Atum
- ósemka (Ogdoada) z Hermopolis, której głównym bogiem był Ra
- Chnum-Satis-Anukis triada z Elefantyny, gdzie głównym bogiem był Chnum
- Amon-Mut-Chonsu triada z Teb, gdzie głównym bogiem był Amon
- Ptah-Sechmet-Nefertum triada Memfis, niezwykła o tyle, że bogowie nie byli powiązani przed sformalizowaniem triady, a nadrzędnym bogiem był Ptah

W końcowej fazie, kiedy Egipt znalazł się pod wpływem helleńskim, pozostała triada: Ozyrys, Izyda i Horus oraz ich wróg Set. Każda część triady miała własny ośrodek kultu. Jednak nawet na tym etapie łączenie trwało, Ozyrys i Horus stawali się aspektami tej samej postaci. Cała sytuacja zmierzała w kierunku monoteizmu. Wcześniejsze próby wprowadzenia monoteizmu, przez wybranie jednego z bogów a odrzucenie pozostałych, nie powiodły się.
W wierzeniach egipskich ludzka dusza istnieje również po śmierci ciała. W celu zachowania tożsamości w istnieniu po śmierci, ciało było balsamowane i mumifikowane.  Ciała były tymczasowo umieszczane w trzcinowych trumnach w bardzo gorącym piasku, co szybko wysuszało zwłoki i zapobiegało rozkładowi. Później następował pogrzeb. W późniejszych czasach zaczęły powstawać drewniane groby, rytuały i reguły pochówku były rozbudowywane, komplikował się sposób mumifikacji. Balsamowanie zostało wynalezione w okresie Czwartej Dynastii. Usuwano wszystkie miękkie tkanki, a powstałe miejsca wypełniano natronem.
Istotną rolę odgrywała Księga umarłych – zbiór prawie dwustu magicznych tekstów, rysunków i pieśni, dopasowywanych każdorazowo do osoby zmarłego, mających ułatwić mu przejście do świata pośmiertnego. W niektórych grobach Księga Zmarłych jest również wymalowana na ścianach.
Według późniejszych wierzeń, dusza zmarłego zostaje przyprowadzona przed oblicze Anubisa, a ciężar jego serca – zapisu moralności – jest porównywany z ciężarem pióra Maat – bogini prawdy, sprawiedliwości i porządku.  Jeśli wynik wypadnie na korzyść zmarłego, to jest on prowadzony przez Horusa do Ozyrysa, w przeciwnym wypadku jest pożerany przez Ammit (por. Am-heh) – pożeraczkę grzeszników o głowie krokodyla, tułowiu geparda i zadzie hipopotama.

## Początki świata
Według wierzeń Egipcjan na początku świata istniał tylko wielki praocean nazywany Nun, z którego zrodził się twórca. Zaczął on wydobywać ład z chaosu i tworzyć świat. Pierwszym bogiem był Ra, który następnie stworzył pierwszą parę bóstw: boga powietrza Szu i boginię wilgoci Tefnut. Z ich związku na świat przyszło niebo, czyli bogini Nut, a także ziemia, czyli Geb. Ci zaś mieli czworo dzieci: Ozyrysa, Seta, Izydę i Neftydę. W innych wersjach pierwszym bogiem był Atum, który wyłonił się na pierwszym pagórku. Często był jednak utożsamiany z Re. W okresie Starego Państwa łączono ich imiona i mówiono o Re-Atumie. Tymczasem kapłani z Memfis, chcąc pokazać wyższość swojego boga, Ptaha, nad Re, uznawali go za sam prapagórek.
W stworzonym świecie panował maat, czyli prawda, sprawiedliwość i porządek. Chaos (izefet) wciąż jednak istniał, dążąc do pochłonięcia strefy opanowanej przez maat. Od utrzymania równowagi między tymi dwiema siłami zależało istnienie świata.
Pierwszymi władcami świata byli bogowie. W złotym okresie ich panowania na tronie zasiadał Ozyrys, który zginął jednak z ręki zawistnego Seta, który poćwiartował go i wrzucił do Nilu. Żonie Ozyrysa udało się jednak go wskrzesić z pomocą Anubisa, który pokazał jej, jak za pomocą bandaży złączyć ciało. Z ich związku narodził się Horus. Ten, gdy dorósł, zaczął domagać się władzy, dlatego władza została podzielona: Ra władał niebem, Ozyrys Duat, czyli światem podziemnym, a Horus Ziemią.

## Sąd ostateczny
W mitologii egipskiej występowało coś, co można nazwać sądem ostatecznym. Początkowo jednak wierzono, że to, czy dana osoba będzie wiodła życie wieczne zależy od tego, czy prowadziła życie zgodne z prawem maat. Podczas Pierwszego Okresu Przejściowego doszło jednak do zmian strukturalnych w państwie, a co za tym idzie, także do zmian dotyczących wiary. Od tej pory uznawano, że ludzie będą sądzeni przez samego Ozyrysa. Człowiek miał odbyć podróż w zaświaty, po czym w towarzystwie swojego ba miał stanąć przed bogiem, który wraz z czterdziestoma dwoma pomocnikami odbywał sąd. Następnie odbywało się ważenie serca. Anubis kładł je na wadze. Serce miało zrównać się z piórem prawdy należącym do bogini Maat. Jeśli było za ciężkie było pożerane przez Ammuta. Według wierzeń Egipcjan serce było miejscem, w którym ukryta była dusza, dlatego było to równoznaczne z unicestwieniem takiej osoby. Jeśli do tego nie doszło, sądzony trafiał do krainy umarłych, jednocząc się z Ozyrysem i jego jestestwo mogło swobodnie wędrować między światem podziemi i światem żywych.

## Życie pośmiertne
Zmarli, po dotarciu do nieba, ukazywali się na nim jako nowe gwiazdy.